# Hermann Rorschach
Hermann Rorschach (Zurique, 8 de novembro de 1884 — Herisau, 2 de abril de 1922) foi um psiquiatra e psicanalista freudiano suíço, reconhecido principalmente por sua criação do teste projetivo conhecido como teste da mancha de tinta de Rorschach. Este teste foi projetado para refletir partes inconscientes da personalidade que se "projetam" nos estímulos. No teste, os indivíduos são apresentados a 10 manchas de tinta – uma de cada vez – e solicitados a relatar as imagens ou figuras que veem em cada uma delas.

## Biografia
Rorschach nasceu em Zurique, na Suíça, o mais velho dos três filhos de Ulrich Rorschach. O nome de sua irmã era Anna e o do seu irmão era Paul. Ele passou sua infância e juventude em Schaffhausen, no norte da Suíça. Ele era conhecido por seus amigos da escola como Klecks, ou "mancha de tinta", já que ele gostava de Klecksografia, a realização de fantasiosas manchas de tintas "imagens".
No ano de 1911, inicia seus estudos e pesquisas com manchas de tinta; contudo sua preocupação era mais ampla que o simples estudo da imaginação e fantasia, desejando obter um método de investigação da personalidade, situando a interpretação das manchas de tinta no campo da percepção e apercepção. Em 1914, faz especialização em psiquiatria na Universidade de Zurique.
Influenciado pela Escola Psicanalítica, Rorschach, juntamente com Biswanger e outros colegas, fundou a Sociedade de Psicanálise de Zurique. Como médico psiquiatra, trabalhou em diversos hospitais. No Hospital Herisau, foi assistente de direção.
Em 1918, Rorschach cria 25 pranchas, sendo algumas em preto, outras em preto e vermelho, e ainda outras coloridas. Passa a experimentá-las em seus pacientes no Hospital de Herisau, também em enfermeiras, estudantes de Medicina, crianças e outras pessoas.
Em 1857, o médico alemão Justinus Kerner tinha publicado um livro popular de poemas, cada um dos quais foi inspirado por uma mancha de tinta acidental, e tem-se especulado que o livro era conhecido por Rorschach. Psicólogo francês Alfred Binet também tinha experimentado manchas de tinta como um teste de criatividade.

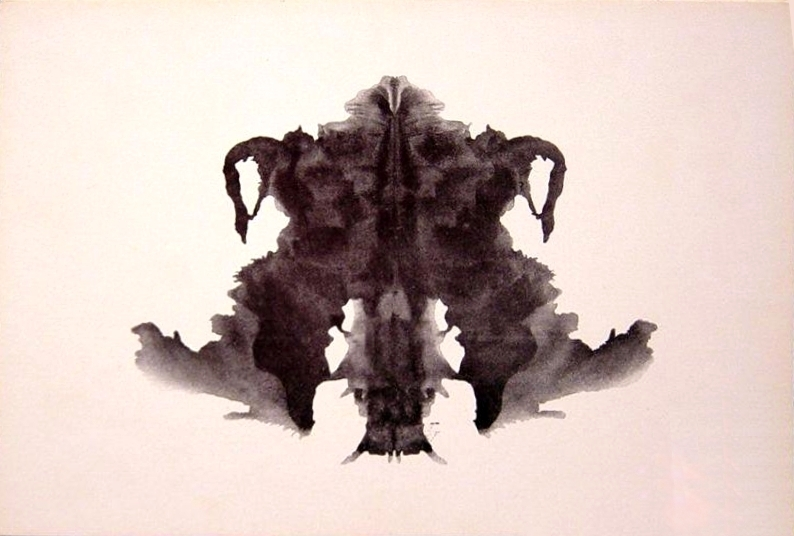
Uma mancha de tinta usada no teste de Rorschach

Rorschach envia suas pranchas para uma editora, para que pudessem ser impressas em série, porém, por exigência do editor, suas pranchas são reduzidas a 10. Em junho de 1921, publica o livro Psicodiagnóstico, contendo as conclusões de seus estudos e experimentos com as pranchas por ele elaboradas.

## Vida pessoal
Rorschach formou-se em medicina em Zurique em 1909 e, ao mesmo tempo tornou-se noivo de Olga Stempelin, uma menina de Cazã (na atual República do Tartaristão, Rússia). No final de 1913, após a graduação, ele se casou com Stempelin, e o casal mudou-se para viver na Rússia. Uma filha chamada Elizabeth nasceu em 1917 e um filho, Wadin em 1919. Rorschach vem a falecer brusca e abruptamente aos 37 anos de peritonite aguda, logo após a redação de seu trabalho. 

## Sociedade Internacional de Rorschach
Sua morte prematura interrompeu seus estudos com relação à técnica "Psicodiagnóstico". O Método de Rorschach permaneceu restrito a um pequeno círculo de amigos e seguidores, na Suíça. Apenas cerca de dez anos após sua morte, o Psicodiagnóstico começou a se expandir e a ser efetivamente reconhecido na Europa e Estados Unidos.
Em 1939, foi criado o Rorschach Institute e quatro anos depois foi realizado o 1º Congresso de Rorschach. Em 1949, foi fundada a Sociedade Internacional de Rorschach, tendo Anibal Silveira como um dos membros fundadores.
Em novembro de 2013, o Google comemorou o 129º aniversário do nascimento de Rorschach com um Google Doodle mostrando uma interpretação do seu teste da mancha de tinta.

## Publicações
- Rorschach, H. (1924). Manual for Rorschach Ink-blot Test. Chicago, IL: Stoelting
- Rorschach, H., Oberholzer, E. (1924). The Application of the Interpretation of Form to Psychoanalysis. Chicago.
- Rorschach, H., Beck, S.J. (1932). The Rorschach Test as Applied to a Feeble-minded Group. Nova York.
- Rorschach, H., Klopfer, B. (1938). Rorschach Research Exchange. Nova York.
- Rorschach, H. (1942). Psychodiagnostics: A diagnostic test based on perception (P. Lemkau & B. Kronenberg, Trans.). Berna, Suíça: Hans Huber.
- Rorschach, H. (1948). Psychodiagnostik (tafeln): Psychodiagnostics (plates). Bern: Hans Huber; distribuidores para os Estados Unidos: Grune and Stratton, Nova York, N.Y.